# Caroline John
Caroline Frances John (19 de septiembre de 1940-5 de junio de 2012) fue una actriz inglesa conocida sobre todo por su papel de Liz Shaw en la serie de ciencia ficción de la BBC Doctor Who, entre otros papeles televisivos.
Tras formarse en el Central School of Speech and Drama, trabajó en teatro, yendo de gira con la Royal Shakespeare Company y el Royal National Theatre en Juno and the Paycock, dirigida por Laurence Olivier, El Rey Lear, Rosencrantz y Guildenstern han muerto, El mercader de Venecia y la producción de Franco Zeffirelli de Mucho ruido y pocas nueces.

## Doctor Who
John hizo el papel de la acompañante del Doctor en 1970, junto a Jon Pertwee como el Tercer Doctor. John fue recomendada al entonces productor de la serie Peter Bryant por otro productor de la BBC, James Cellan Jones, que envió a Bryant y su socio Derrick Sherwin fotografías de ella. A diferencia de la mayoría de las acompañantes femeninas del Doctor anteriores y posteriores, Shaw era una brillante científica y entendía gran parte de la tecnojerga del Doctor. Shaw y el Doctor discutían las cosas en un nivel de inteligencia más igualado, y el Doctor la respetaba y pocas veces la trataba paternalistamente. El nuevo productor Barry Letts pensó que el personaje era demasiado intelectual para ser un acompañante adecuado para el Doctor y decidió no renovar su contrato para la siguiente temporada.
Durante su última historia, Inferno (Doctor Who), John también interpretó el papel de la líder de sección Elizabeth Shaw, una alter ego de su personaje regular que el Doctor se encuentra en una línea temporal paralela. John volvería a interpretar el personaje, aunque como un fantasma, en el episodio del aniversario The Five Doctors, y también apareció en el episodio especial Dimensions in Time benéfico para Children in Need. En los noventa apareció en varias publicaciones directas a video, así como en varios audiodramas de la serie, papeles que continuaron en los años 2000. Su último audiodrama, The Last Post, lo grabó el 26 de enero de 2012, y se publicó después de su muerte.

## Otras interpretaciones
John protagonizó junto a su marido Geoffrey Beevers un episodio de Agatha Christie's Poirot titulado Problem at Sea. También aparecieron juntos en el audioteatro Dust Breeding y en la adaptación a televisión del thriller político A Very British Coup, aunque no compartieron escenas juntos. John también apareció en la película Love Actually.

## Vida personal
John estaba casada con el actor Geoffrey Beevers, y la pareja tuvo tres hijos: una hija, Daisy, y dos hijos, Ben y Tom. Falleció el 5 de junio de 2012 a causa del cáncer. Fue cremada y sus cenizas entregadas a su familia.